# Олег Иванович
Оле́г Ива́нович Ряза́нский, в крещении Иаков, в схиме Иоа́ким (ум. 5 июля 1402) — великий князь Рязанский с 1351 года. Наследовал княжение по смерти Ивана или Василия Александровича.
С начала XV столетия почитался как местночтимый рязанский святой, 16 мая 2023 года постановлением Синода включен в Собор Рязанских святых. Память святого благоверного князя Олега Рязанского почитается 5 июня (18 июня по новому стилю) – день преставления и 10 июня (23 июня по новому стилю) в Соборе Рязанских святых. 

## Происхождение
См. также Рязанские и пронские князья конца XIII—начала XIV веков
Долгое время, под влиянием Государева Родословца, считался сыном Ивана Коротопола, и эта информация указывается иногда в ряде генеалогических публикаций. Однако ещё в 1850-х историком Д. И. Иловайским было доказано, что на самом деле его отец — рязанский князь Иван Александрович. Эта версия поддерживается, например, Е. В. Пчеловым, современным специалистом по истории Рюриковичей, и рядом других историков.
Сам Олег в жалованной грамоте Ольгову монастырю на село Арестовское называет своим отцом Ивана Александровича («молитвою отца своего князя великого Ивана Александровича», см. текст грамоты). Поэтому исследователи склоняются к тому, что Олег был сыном Ивана Александровича, а не Ивана Коротопола. Что касается Ивана Александровича, то его отцом считают кн. Александра Михайловича Пронского, убитого Иваном Коротополом.
Князья Иван Иванович Коротопол Рязанский и Александр Михайлович Пронский принадлежат к одной рязанской ветви Рюриковичей, были рязанскими и пронскими князьями и являлись двоюродными братьями.
Иван Александрович упоминается только в грамотах, но не упоминается в летописях. Василий же Александрович, наоборот, не упоминается в грамотах, но упоминается в летописях, причём в Никоновской даже как великий князь Рязанский. Однако известия летописи относительно рязанских событий как правило ставятся историками под сомнение, поскольку летопись создавалась под руководством митрополита Даниила, рязанца по происхождению. Иловайский, Добролюбов и Экземплярский считали Ивана и Василия одним лицом, в этом случае год смерти Василия (1351) может означать год смерти Ивана и начала правления Олега. Большинство историков считают Ивана и Василия братьями Ярослава Александровича. Он не назван в грамотах рязанским князем, хотя владел ярлыком на рязанское княжение и выгнал из Рязани Ивана Коротопола. После захвата Рязани он перенёс резиденцию (говорят о переносе столицы) из Переяславля-Рязанского в Ростиславль-Рязанский, а умер в Пронске. Поэтому Пресняков допускает, что Иван Александрович мог править в Рязани ещё при жизни Ярослава, с 1342 года.

## Биография
Дата рождения Олега Ивановича неизвестна. Уже первое летописное упоминание о нём, содержащееся под 1353 годом в Никоновском своде и сообщающее о нападении рязанского войска на принадлежавшую московскому князю Ивану Красному Лопасню, позволяет предполагать, что престол он занял ещё юношей: «Того же лета, в Петрово говение, месяца июня в 22 день, взяша Рязанци Лопасну. Князь же их Олег Иванович тогда был еще млад, и наместника изымаша Михаила Александровича, и ведоша его в Рязань, и бысть тамо во истомлении велице, и потом едва выкупиша его, и тако отъиде всвояси».
В 1358 году Олег принимал в Рязани ордынского царевича Мухаммед-Ходжу, который определил границы между Рязанью и Москвой, попутно разорив немало волостей на территории обоих княжеств.
В эпоху «великой замятни» в Золотой Орде, до концентрации власти в руках Мамая, Олег в союзе с Владимиром Пронским и Титом Козельским сумел в 1365 году разбить у Шишевского леса ордынского князя Тагая, разорившего Рязань.
К периоду с 1370 по 1387 год относятся настойчивые попытки Олега отстоять независимость своего пограничного со степью княжества, наиболее уязвимого к ордынским набегам, в то время, когда национальные интересы требовали объединения русских сил в борьбе против Орды. Олег в 1370 году стал одним из организаторов сбора войск в помощь осаждённой Ольгердом Москве, послав ей в помощь рать под командованием вышеназванного пронского князя Владимира Дмитриевича, но в 1371 году был разбит войсками Дмитрия Московского под командованием князя Дмитрия Михайловича Боброка-Волынского в сражении при Скорнищеве. Рязанское княжение занял Владимир Пронский, однако вскоре Олег смог вернуть себе княжение с помощью татарского мурзы Солохмира. В 1377 году Рязань была разорена ордынским царевичем Арапшой, Олег едва избежал пленения. В 1378 году Дмитрий вывел войска за Оку и в союзе с Данилой Пронским разбил ордынское войско в битве на Воже. В 1379 году Рязань была вновь разорена самим Мамаем, и этот карательный поход, по справедливому замечанию историка В. А. Кучкина, косвенно свидетельствует о том, что рязанский князь тайно помогал Дмитрию Московскому.
В 1380 году Олег вступил в переговоры с Мамаем и Ягайло против Дмитрия, что традиционно трактуется как его измена общерусскому делу, но частью историков — как дипломатическая игра с целью уберечь свои земли от повторных разорений, склонить Дмитрия встретить Мамая ещё до его прихода на Рязанскую землю и даже как намеренное введение в заблуждение Мамая и Ягайла относительно возможного соединения с ними на Оке. Дмитрий вывел свои войска за Оку, тем не менее не нанеся удара по Рязани, а пройдя западнее основных земель Рязанского княжества. В «Задонщине» упоминается даже о гибели 70 рязанских бояр с русской стороны, однако эти сведения не вызывают доверия из-за не упоминания этого факта в летописях и из-за небеспристрастности автора (Софония Рязанца).
После победы Дмитрия на Куликовом поле Олег вышел из столицы на южные рубежи княжества и находился там до возвращения Дмитрия в Москву, а другие его отряды напали на возвращающиеся с Куликова поля войска, ограбили обозы и взяли пленных. В 1381 году Дмитрий провёл ответный поход, и Олег Рязанский признал себя «младшим братом», заключив 2 августа при посредничестве митрополита Киприана антиордынский договор с Дмитрием, аналогичный московско-тверскому договору 1375 года, в котором обещал вернуть захваченных после Куликовской битвы пленных.
В 1382 году Тохтамыш внезапно напал на Русь, Дмитрий не успел собрать силы, и Олег в целях сохранения своих земель от разорения ордынцами показал им броды на Оке, но они тем не менее пограбили Рязань на обратном пути. Кроме того, осенью того же года на Рязань провёл карательный поход и Дмитрий. В 1385 году Олег, воспользовавшись ослаблением Москвы после нашествия Тохтамыша, захватил Коломну, пленив в нём наместника Александра Остея «со многими боярами», а затем разбил в битве под Перевитском выступившее против него московское войско под предводительством Владимира Андреевича Храброго. При посредничестве Сергия Радонежского был заключён вечный мир с Дмитрием Донским и в 1387 году Олег женил своего сына Федора на дочери Дмитрия Софье.
В последующие годы Олег отражал татарские нападения, а также поддерживал своего зятя, смоленского князя Юрия Святославича, против Витовта литовского, захватившего Смоленск. Нанеся ордынцам ряд поражений, он, в конце концов, уступил им, отдав в заложники своего сына Родослава Ольговича, которому, однако, как сообщает Лицевой свод, вскоре удалось бежать. Столкновения с литовцами происходили как на их собственной, так и рязанской территории (1393—1401). Олегу удалось на некоторое время вернуть бежавшему из захваченного литовцами Смоленска Юрию Святославичу престол. Однако в 1402 году Рязанское княжество потерпело поражение в битве под Любутском, при этом был захвачен в плен возглавлявший войско Родослав Ольгович. Это подорвало силы Олега Ивановича.
Перед самым концом жизни Олег, как сообщает Воскресенская летопись, принял иночество и схиму под именем Иоаким в основанном им в 18 верстах от Рязани Солотчинском монастыре. Инокинею окончила свою жизнь и его супруга — княгиня Евфросинья.

## Оценка деятельности
У князя Олега была трудная и противоречивая судьба и посмертная недобрая слава, которая была создана московскими летописцами и дошедшая до наших дней. Князь, которого окрестили «вторым Святополком» в Москве, но которого любили рязанцы и были верны ему и в победах и после поражений, который является яркой и значимой фигурой в жизни Руси XIV века. Примечателен факт, в докончальной грамоте (1375) между Дмитрием Ивановичем Донским и Михаилом Александровичем Тверским — основными конкурентами за господство и великое княжение Владимирское — в качестве третейского судьи по спорным делам указан князь Олег Рязанский. Это свидетельствует о том, что Олег являлся на тот момент авторитетной фигурой, великим князем, не стоявшим ни на стороне Твери, ни на стороне Москвы. Также боролся с великим князем литовским Витовтом, которому удалось овладеть Смоленском только после смерти Олега и с помощью поляков, боролся за влияние в верховских княжествах.

## Захоронение и судьба останков
Великий князь Олег Иванович Рязанский умер 5 июля 1402 года, приняв перед смертью постриг под именем Иоаким в основанном им Солотчинском монастыре. Первоначально он был похоронен в каменном гробу в Покровском храме Солотчинского монастыря.
Почитается православными людьми, как благоверный местночтимый святой. Его жена Ефросинья (Евпраксия) († 05 декабря 1404/06) почитается, как местночтимая святая в чине преподобной (день памяти 23 июня по новому стилю).
На гробнице лежала кольчуга князя. Сообщается, что рязанские богомольцы, посещая обитель, прикладывались к кольчуге Олега и кланялись костям бывшего своего великого князя, страждущие недугами надевали на себя кольчугу Олега в надежде получить исцеление.
В 1768 году каменная Покровская церковь обрушилась из-за обвала песчаного берега. По указу Святейшего Синода (6 октября 1769) № 1955, останки великого князя Олега Ивановича и княгини Ефросиньи перенесены в церковь Рождества Пресвятой Богородицы Солотчинского монастыря.
После закрытия монастыря (1923), честные останки великого князя и его супруги были изъяты и переданы в Рязанский губернский музей.
13 июля 1990 года останки Олега Ивановича были переданы в Свято-Иоанна-Богословский монастырь. В апреле 1994 года Солотчинский монастырь передан Рязанской епархии, церковные власти открыли там Рождество-Богородицкий женский монастырь, и 22 июня 2001 года останки вновь перенесены в Солотчинский монастырь. Впоследствии супруги были перезахоронены в Богородице-Рождественском соборе Солотчинского монастыря.
16 мая 2023 года на заседании Священного Синода Русской Православной Церкви принято решение о внесении имени благоверного великого князя Олега Иоанновича Рязанского, в схиме Иоакима, в Собор Рязанских святых.

## Реконструкция внешнего облика
В конце 2010 года комиссия из представителей духовенства и археологов Рязанского историко-архитектурного музея-заповедника передала череп великого князя Олега Рязанского в Лабораторию антропологической реконструкции Института этнологии и антропологии РАН, где антропологами Т. С. Балуевой и Е. В. Веселовской, использовавшими методы М. М. Герасимова, была проведена была реконструкция внешнего облика князя по его черепу. Далее следуют фрагменты из статьи на эту тему:
Череп был представлен без нижней челюсти, отсутствовало большое количество зубов, в основном утраченных посмертно. Отсутствовал фрагмент левой верхнечелюстной кости.Т.С. Балуева, Е.В. Веселовская, "Восстановление внешнего облика великого князя Олега Ивановича Рязанского"
Из индивидуальных особенностей черепа обращает на себя внимание хорошо выраженный мышечный рельеф лба и затылка. Лоб по высоте средний и широкий, отклонен назад. Надбровные дуги развиты хорошо, лобные бугры небольшие. Глазницы четырехугольной формы, высокие. На затылочной кости хорошо выражены наружный затылочный выступ и выйные линии, а также значительно развиты площадки затылочных мыщелков.Т.С. Балуева, Е.В. Веселовская, "Восстановление внешнего облика великого князя Олега Ивановича Рязанского"
Особенности строения верхнего края глазницы свидетельствуют о нависании складки верхнего века в латеральном отделе. Разрез глаз горизонтальный, длина глазных щелей большая. Брови ломаные, средней ширины.Т.С. Балуева, Е.В. Веселовская, "Восстановление внешнего облика великого князя Олега Ивановича Рязанского"
В данном случае форма спинки носа прямая. Нос невысокий, в крыльях узкий, заметно выступающий. Высота крыльев носа довольно большая. Поперечный профиль спинки носа фактически соответствует таковому на черепе, так как мягкие ткани на этом участке носовых костей распределяются равномерно, повторяя форму костной основы.Т.С. Балуева, Е.В. Веселовская, "Восстановление внешнего облика великого князя Олега Ивановича Рязанского"
Ширина рта Олега Ивановича составляла 60 мм, что для современного населения попадает в категорию небольших размеров. Профиль губы повторяет изгиб альвеолярной части верхней челюсти, а общее выступание губ зависит от характера прикуса. Совокупность признаков альвеолярной части лицевого отдела дала основание для реконструкции небольшого рта с низкой и ортохеличной верхней губой.Т.С. Балуева, Е.В. Веселовская, "Восстановление внешнего облика великого князя Олега Ивановича Рязанского"
В целом лицо князя Олега можно охарактеризовать как крупное, достаточно широкое, слабо профилированное. Скулы практически не выдаются. Лоб средней высоты, широкий. Глаза крупные, несколько утоплены, надбровные дуги хорошо выражены. Складка верхнего века развита лишь над наружным углом глаза. Нос невысокий, в крыльях узкий, вперед выдается значительно. Спинка носа, как и кончик, достаточно широкие. Ротовая щель небольшой длины.Т.С. Балуева, Е.В. Веселовская, "Восстановление внешнего облика великого князя Олега Ивановича Рязанского"
| Измеряемое                                     | Размер |
| ---------------------------------------------- | ------ |
| Продольный диаметр                             | 172    |
| Поперечный диаметр                             | 150    |
| Высотный диаметр                               | 134    |
| Скуловой диаметр                               | 140    |
| Морфологическая высота лица                    | 127    |
| Физиономическая высота лица                    | 184    |
| Ширина лица на уровне глаз                     | 109    |
| Высота лба                                     | 57     |
| Ширина лба                                     | 127    |
| Наименьшая ширина лба                          | 103    |
| Высота нижней части лица                       | 65     |
| Высота носа                                    | 61     |
| Ширина носа на черепе                          | 32     |
| Ширина переносья                               | 7      |
| Ширина спинки носа                             | 13     |
| Высота положения раковинного гребня справа     | 15     |
| Высота положения раковинного гребня слева      | 16     |
| Расстояние между пятыми зубами верхней челюсти | 54     |
| Угловая ширина нижней челюсти                  | 108    |
| Высота верхней челюсти                         | 12     |
| Высота подбородка                              | 32     |
| Ширина между подбородочными отверстиями        | 45     |
| Высота правой орбиты                           | 36     |
| Ширина правой орбиты                           | 45     |

## Герб Рязани
«В золотом поле стоящий князь, держащий в правой руке меч, а в левой ножны; на нем епанча червленая, а платье и шапка зеленыя, обложенная соболями» (Винклер, с. 131). Согласно рязанским преданиям, на гербе изображен сам великий князь Олег Иванович Рязанский. В «Росписи всем государевым печатям» 1626 года рязанский герб описан так: «Печать Рязанская: человек, а у него в правой руке меч, а под ним земля». Такое изображение сохранилось в "Царском титулярнике" 1672 года, откуда оно перешло на большую государственную печать Петра Великого, что заметно, например, в книге австрийского дипломата И. Г. Корба «Дневник путешествия в Московию, 1698 и 1699 гг.».

## Семья и дети
Сестра: Анастасия.
Жена: Ефросинья (Евпраксия), возможно дочь Ольгерда Литовского, ум. 5 декабря 1404.
Дети:
- Агриппина — замужем за Иваном Титовичем Козельским;
- Алёна — замужем за Юрием Святославичем Смоленским;
- Фёдор (ум. 1427) — великий князь рязанский (1402—1427);
- Родослав (Ярослав?) (ум.1407);
- дочь — замужем за Владимиром Пронским;
- Анастасия — замужем за Дмитрием-Корибутом Ольгердовичем, князем новгород-северским и збаражским[28].

## В художественной литературе
- Фигурирует в историческом романе Сергея Бородина «Дмитрий Донской» (1940), где выведен в качестве хитрого политика и ловкого интригана.
- В исторических романах Фёдора Шахмагонова «Ликуя и скорбя» (1979) и Владимира Возовикова «Поле Куликово» (1980) и «Эхо Непрядвы» (1987) безосновательно выведен полным антагонистом московского князя Дмитрия Ивановича, образ которого идеализируется.
- Дмитрий Балашов сделал Олега персонажем своих романов «Ветер времени», «Отречение» и «Святая Русь» из цикла «Государи Московские».
- Является главным героем одноимённого историко-биографического романа Алексея Хлуденёва (Рязань, 1999). В своём произведении автор затрагивает такую сложную тему, как «измена» великого князя Рязанского общерусским интересам[37].